# Centrum Hejdara Alijeva
Centrum Hejdara Alijeva (anglicky Heydar Aliyev Center, gruzínsky ჰეიდარ ალიევის ცენტრი) je dekonstruktivistická budova kulturního centra v hlavním městě Ázerbájdžánu, Baku navrhnutá irácko-britskou architektkou Zahou Hadid. Centrum které leží na ploše 57,500 m² slouží jako výstavní prostor, knihovna a nachází se v něm konferenční sál, jeho součástí je také rozsáhlý veřejný park. Je pojmenováno podle bývalého ázerbájdžánského prezidenta Hejdara Alijeva. Odhad ceny v roce 2012 byl 6,3 miliard Kč.

## Historie
Centrum bylo otevřeno prezidentem Ázerbájdžánu Ilhamem Alijevem (synem Hejdara Alijeva) 10. května roku 2012. Výstavba budovy započala v roce 2007 a byla provedena firmou DIA Holding.
Dne 20. července 2012 začala před polednem hořet střecha galerijní části tohoto centra, požár byl rychle zlikvidován, velmi ale poničil interiér. Po požáru bylo centrum znovuotevřeno 5. listopadu 2013.

## Popis
Tvář kulturního centra zapadá do krajiny – spolu s okolními stavbami se podílí na městském vzhledu Baku. Toto centrum je prezentováno jako hmota, která přirozeně a vcelku nenápadně vystupuje ze země a různě se roztéká a vytváří různé hrbolky a vrásy. Vychází z tuhé a monumentální sovětské architektury, jsou zde použity vzory a zakřivené formy inspirované islámským uměním. Budova dosahuje výšky až 74 metrů. Součástí je také kulturní náměstí, které slouží k pořádání venkovních aktivit, jako jsou například koncerty či různá setkání.
Budova, která čítá pět podlaží, obsahuje konferenční halu, knihovnu a galerii. Celková plocha kulturního centra činí přes 90 000 m². Součástí konferenční haly jsou tři posluchárny různých velikostí. Jejich rozmanité tvary zasahují až do kulturní náměstíčka, čímž vytvářejí místa k sezení. Všechny tři posluchárny jsou vybaveny přímým vchodem do náměstíčka. Hlavní vchod je vytvořen venkovní fasádou mezi muzeem a knihovnou. Druhý vchod je situován v severní části budovy.